# Violència policial

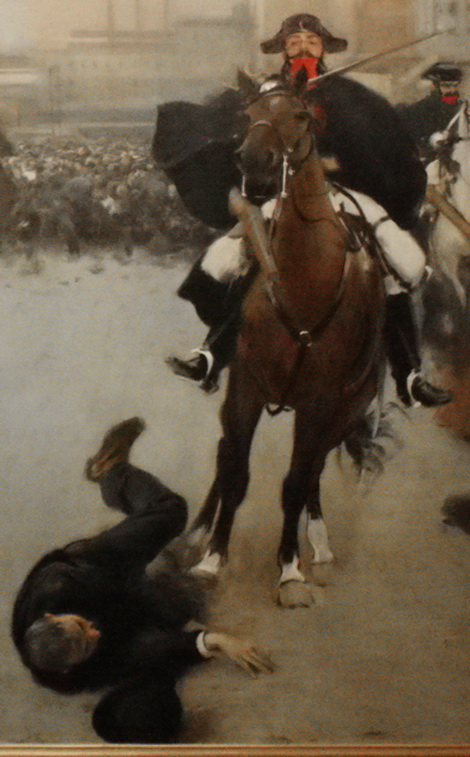
Detall de La càrrega

Violència policial, o brutalitat policial, és una expressió utilitzada per a descriure l'ús excessiu de força física, assalt, atacs verbals i amenaces per part de la policia i altres forces de l'ordre. El terme també es pot aplicar al mateix comportament per part dels funcionaris de presons. La violència policial és present en nombrosos països, fins i tot en aquells que la persegueixen. La violència és una de les formes de mala conducta policial, que inclou falses detencions, intimidació, repressió física, racisme, abús de vigilància, abús sexual i corrupció policial.

## Història

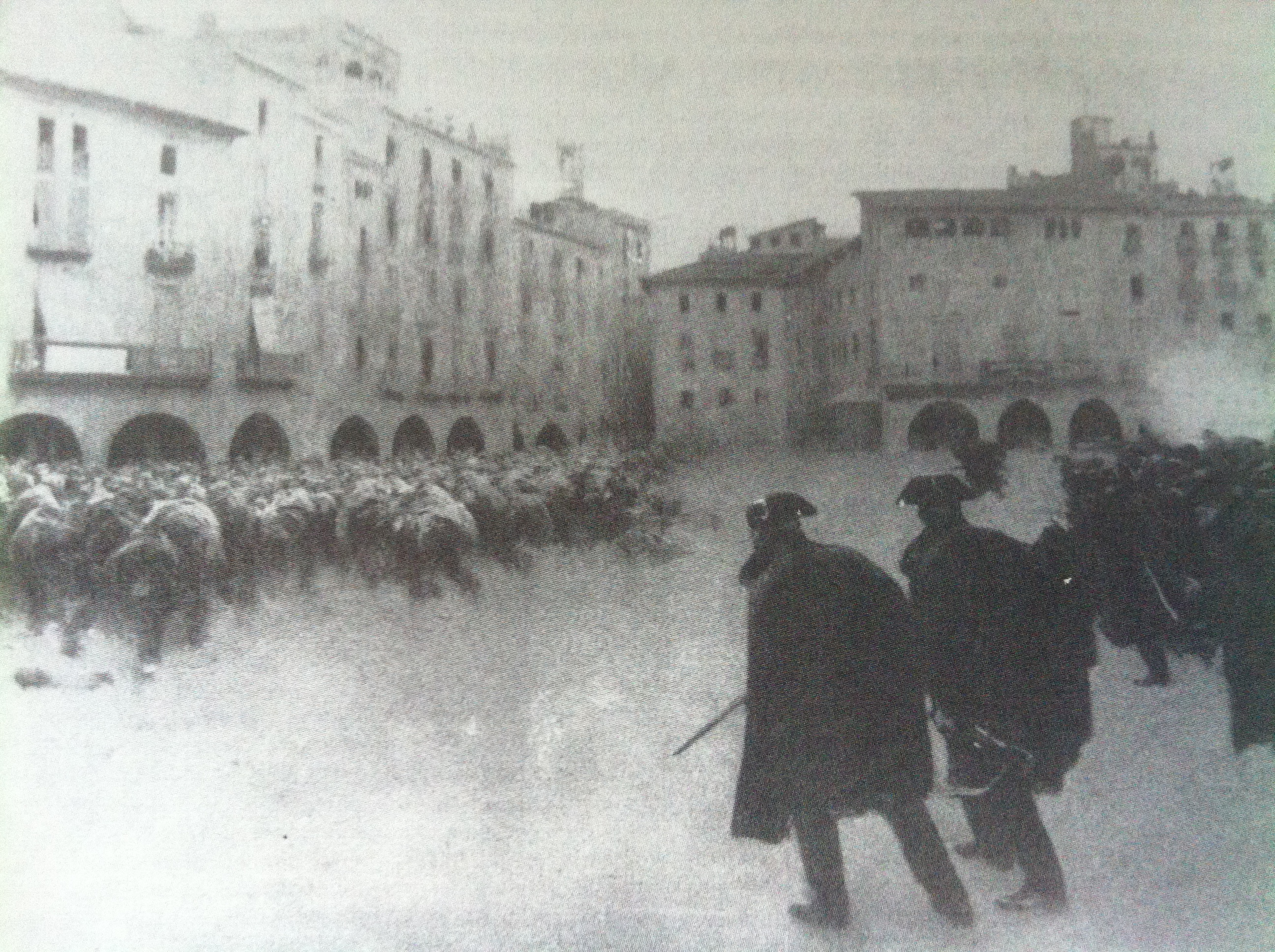
Segona versió de La càrrega de Ramon Casas

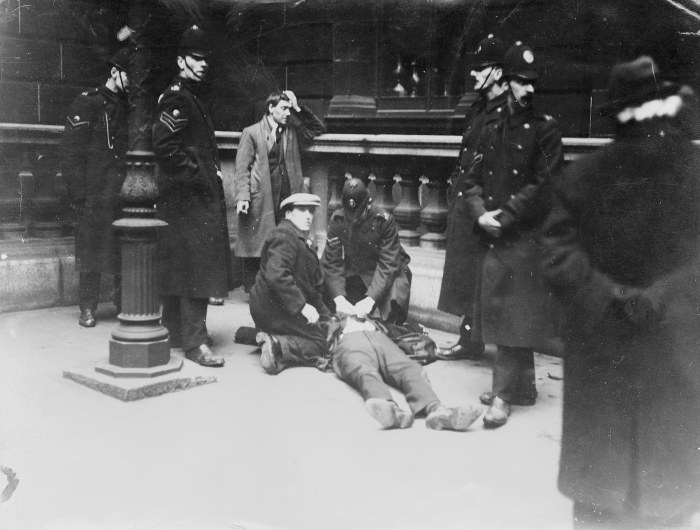
El treballador David Kirkwood a terra després de ser apressat per policies durant la batalla de George Square, a Glasgow el 31 de gener de 1919.

Al llarg de la història, els esforços que els cossos policials han realitzat s'han vist malmesos per la violència policial en algun grau. En el món antic, les entitats de vigilància van arribar a conrear activament una atmosfera de terror, i el tractament abusiu va ser aplicat en la recerca de subjugació i control. Per exemple, el Nou Testament registra molts incidents en els quals guàrdies romans van infligir violència injustificada a membres de la creixent minoria cristiana. El primer cas en què les forces de l'ordre públic s'hi van veure involucrades oficialment es remunta al 1633, encara que, de fet, el terme «violència policial» fou encunyat per The New York Times en una crònica de 1893. 
Als països de parla anglesa la majoria dels departaments de policia es van establir al segle xix. La historiadora Marilynn S. Johnson descriu en un dels seus llibres que era qüestió de rutina que les patrulles colpegessin als ciutadans amb porres i garrots. Incidents a gran escala es van associar ràpidament amb conflictes laborals com la gran vaga del ferrocarril (1877), la vaga de Pullman (1894), la vaga tèxtil de Lawrence (1912), la massacre de Ludlow (1914), la vaga de l'acer (1919) i la massacre de Hanapepe (1922).
Als Estats Units d'Amèrica (EUA), l'aprovació de la Llei Volstead (popularment coneguda com a llei seca) el 1919 va suposar en les actuacions policials un impacte negatiu a llarg termini. A mitjans del 1920, el crim va anar creixent en resposta a la demanda clandestina de begudes alcohòliques. Delmades i amb recursos limitats, moltes agències d'aplicació de la llei van intensificar l'ús de pràctiques il·legals. Durant l'administració del president Herbert Hoover (1929-1932), la qüestió s'havia elevat a nivell de preocupació nacional i es va crear un Comitè Nacional de la Llei d'Observació i Control per tal d'examinar la situació. En els anys següents a l'informe, sentències històriques del Tribunal Suprem dels Estats Units com Brown v. Mississipi, van ajudar a consolidar l'obligació legal de respectar la Clàusula del Degut Procés de la Catorzena esmena de la Constitució dels Estats Units.
En la dècada del 1960, el Moviment afroamericà pels drets civils va haver de superar nombrosos incidents de violència policial en la seva lluita per la justícia i la igualtat racial, en particular durant la campanya de Birmingham(1963) i les marxes de Selma a Montgomery (1965). Com en casos més recents, la cobertura mediàtica de la violència va provocar la indignació nacional i va fer que la simpatia de l'opinió pública cap al moviment creixés ràpidament.
Durant la guerra del Vietnam, les manifestacions contra la guerra van ser reprimides de vegades mitjançant l'ús de porres i gas CS, comunament conegut com a gas lacrimogen. El més notori d'aquests atacs va tenir lloc el mes d'agost durant la Convenció Nacional Demòcrata de 1968 a Chicago. Les accions policials van ser més endavant descrites com accions d'antiavalots en l'Informe Walker presentat a la Comissió Nacional dels EUA sobre les Causes i Prevenció de la violència. Igual que amb el cas de la llei seca durant els anys 1920 i 1930, la «guerra contra les drogues», iniciada pel president Richard Nixon el 1969 es va caracteritzar per l'augment de la violència policial. Els crítics sostenen que una mena de «guerra santa» ha contribuït a fomentar una nova versió militaritzada de la policia, on la confrontació ha substituït a la investigació.

## Causes

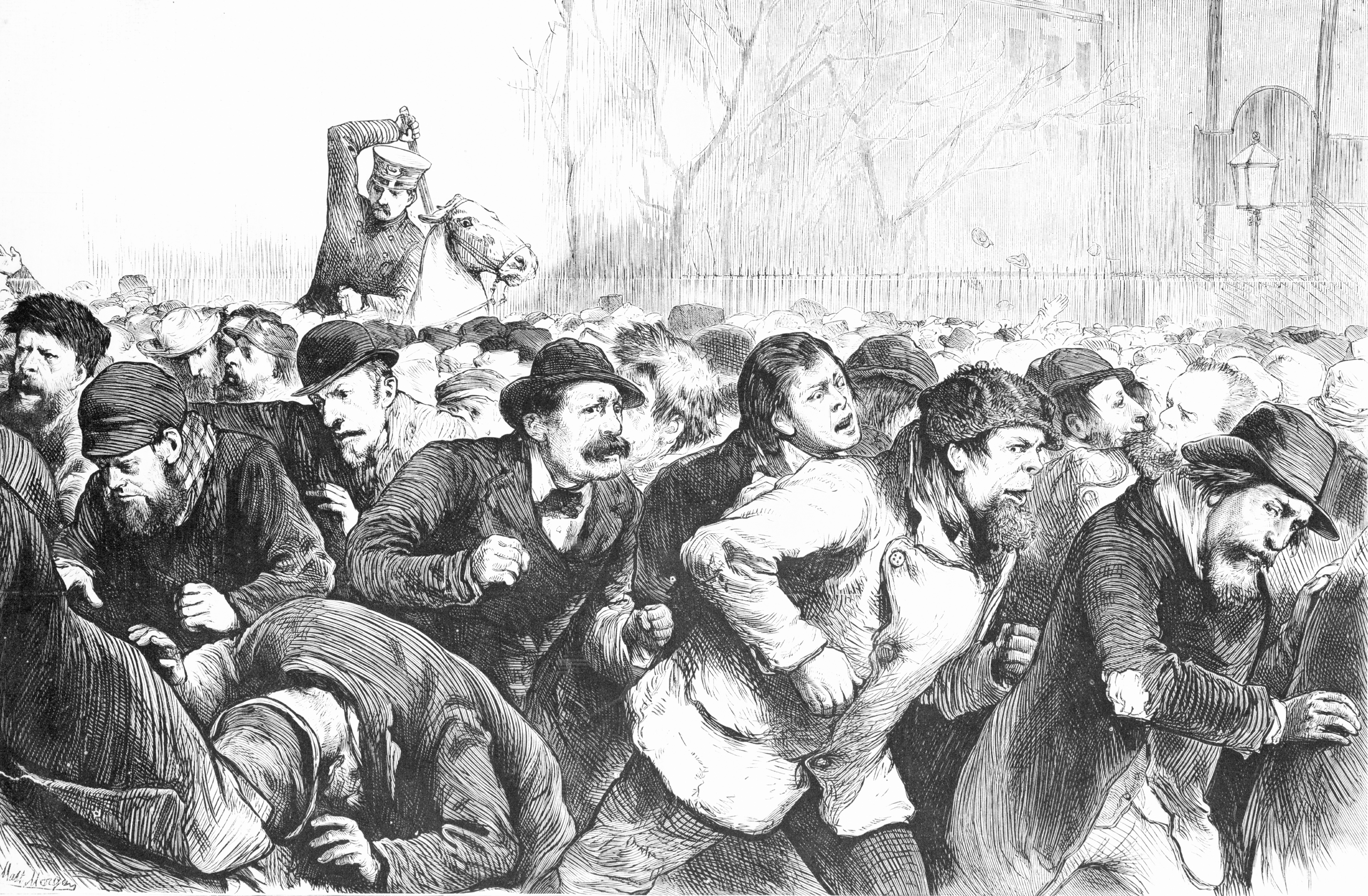
La policia colpeja els manifestants durant el disturbis de Tompkins Square, Nova York, 1874.

La violència policial, com altres fenòmens de la societat, és un tema d'estudi i debat. Segons diversos teòrics, inclòs el criminòleg Jerome Skolnick, aquest comportament es radicalitza durant els anys de formació i carrera professional, on havent de tractar elements desagradables i desviats casos de violència molt sensibles, les ments dels agents de policia passen per la regressió assumint posicions autoritàries i repressives justificades com l'únic mitjà per a mantenir la llei. 
Segons un informe de la Policia Muntada del Canadà, es tracta d'un fenomen purament individual i poques vegades localitzat en grups homogenis. Sembla que els factors psicològics i ambientals són la causa principal del comportament violent. El control deficient en les comissaries també podria afectar la conducta dels agents. 
Altres teories opten per tesis alternatives en què la violència policial és típica d'alguns països on una «cultura d'ordre» ha provocat l'aparició del fenomen com a resposta a una alta taxa de criminalitat i la voluntat de les autoritats de superar la llei. L'ús excessiu de la força, però, si bé per a moltes persones és considerada com una exageració violenta de la policia per imposar la seva autoritat, en alguns suburbis urbans hi ha persones que donen suport l'ús de la violència com a dissuasiu del delicte.

## Càrrega policial violenta

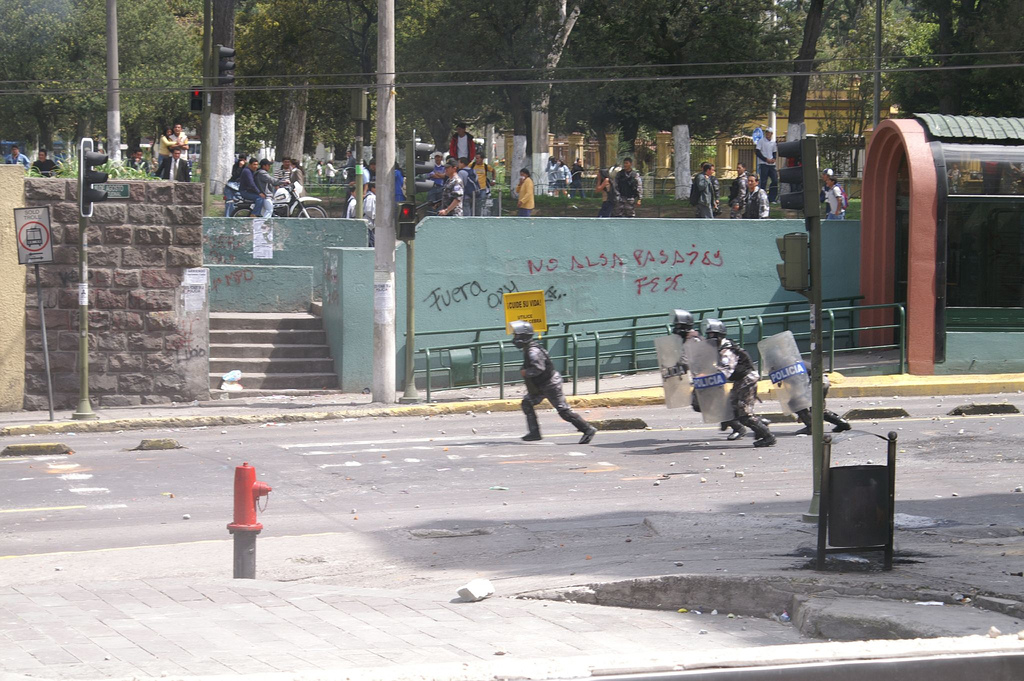
Membres de la Policia Nacional de l'Equador efectuant una càrrega

Socialment està acceptat que les forces de seguretat de l'estat tenen la funció de protegir la ciutadania. No obstant això, és comú per alguns estats democràtics recórrer a les forces de l'ordre i especialment a les forces especials d'antiavalots per dispersar i fer front a manifestacions i protestes en contra de l'estat, fins i tot sent pacífiques, atenent més a interessos polítics que a la seguretat dels propis manifestants. Moltes vegades aquestes forces són usades per a censurar l'opinió ciutadana i mantenir sota control a certs grups de persones que no concorden amb la ideologia dominant.
Un altre problema és l'abús de la força per part dels oficials cap als manifestants, que fins i tot poden arribar a atacar a persones que no estan involucrades en les manifestacions. L'excés d'ús de la força pot arribar a violar els drets humans arribant, inclús, a haver-se hagut de cursar denúncies per tortura. A l'Estat espanyol, arran del moviment dels indignats, es van donar casos i exemples de l'ús injustificat d'aquestes forces especials en nombroses ocasions, havent estat fortament criticades les seves formes d'actuació en diverses xarxes socials i mitjans de comunicació, condemnant fins i tot tractes vexatoris, violents, humiliants i anticonstitucionals cap als ciutadans en manifestacions pacífiques.

## Prevenció

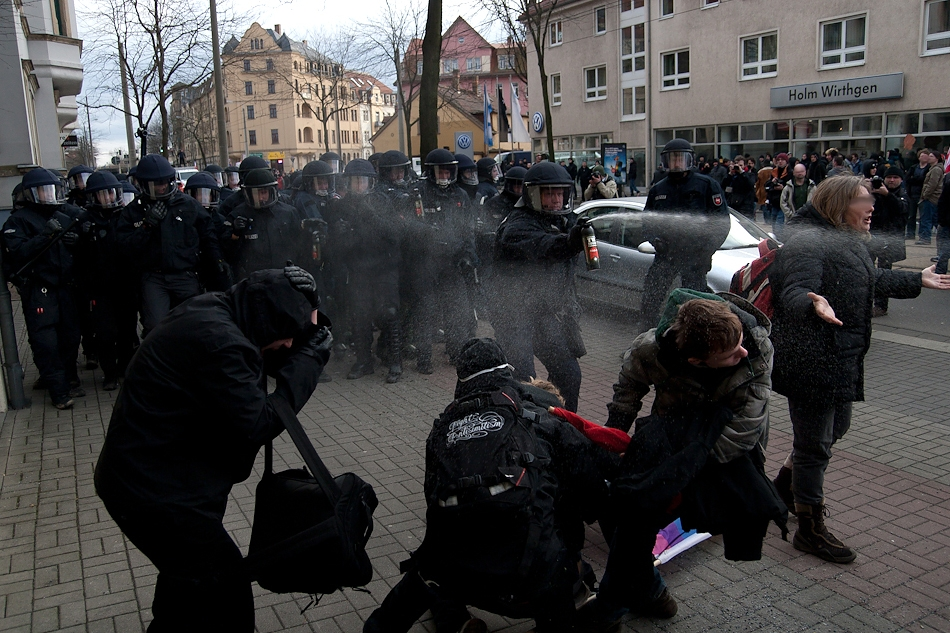
Agents antidisturbis de la Policia Federal d'Alemanya ruixant amb gas pebre un grup de manifestants

### Control independent de la violència policial
Diversos grups comunitaris han criticat la violència policial. Aquests grups sovint posen l'accent en la necessitat de supervisió per part de les juntes de revisió independent de la ciutadania i altres mètodes de rendició de comptes de l'acció de la policia. Copwatch.org és un lloc web estaunidenc que supervisa de forma activa gravacions de vídeo de la policia per prevenir la violència policial. Organitzacions paraigües i els comitès de justícia (sovint nomenades després de la mort d'una persona o amb els noms de les víctimes de la violència policial) en general es mostren solidaris amb els afectats. Una altra organització que treballa en els casos de violència policial és Amnistia Internacional. Les eines de les que se serveixen aquestes organitzacions inclouen sovint enregistraments de vídeo que moltes vegades s'emeten a internet com és el cas de Youtube.